# Grub am Forst
Grub am Forst – miejscowość i gmina w Niemczech, w kraju związkowym Bawaria, w rejencji Górna Frankonia, w regionie Oberfranken-West, w powiecie Coburg, siedziba wspólnoty administracyjnej Grub am Forst. Leży około 6 km na południowy wschód od Coburga,  przy autostradzie A73, drodze B303 i linii kolejowej Bamberg – Lichtenfels – Coburg i Coburg – Sonnefeld.

## Dzielnice
W skład gminy wchodzą następujące dzielnice: 
- Buscheller
- Forsthub
- Grub am Forst
- Rohrbach
- Roth am Forst
- Zeickhorn

## Polityka
Wójtem jest Kurt Bernreuther z SPD. Rada gminy składa się z 14 członków:
|      | CSU | SPD | Wolni Wyborcy | Związek Wyborców Gut für Grub | Razem     |
| 2002 | 4   | 4   | 3             | 3                             | 14 miejsc |

## Zabytki i atrakcje
- Muzeum Regionalne (Heimatmuseum)
- Kościół pw. św. Idziego (St. Aegidius)